# Negenharrie
Negenharrie er en kommune og en by i det nordlige Tyskland, beliggende i Amt Bordesholm i den sydøstlige del af Kreis Rendsborg-Egernførde. Kreis Rendsborg-Egernførde ligger i den centrale del af delstaten Slesvig-Holsten.

## Geografi
Negenharrie ligger 6 km sydøst for Bordesholm og grænser til det 521 ha store Naturschutzgebiet Dosenmoor. I kommunen ligger landsbyen Fiefharrie.
Det let bakkede område ligger ved udkanten af landskabet Holsteinische Schweiz, mellem den i sidste istid dannede randmoræne ved Ejderens nedre løb og Neumünster.